# Koji Ito
Koji Ito (伊東浩司), född 29 januari 1970 i Kobe, är en japansk före detta friidrottare som tävlade på internationell elitnivå i kortdistanslöpning. När han vann 100 meter vid Asiatiska spelen i Bangkok 1998 blev han den andre löparen genom tiderna utan afrikanskt påbrå som sprang distansen på 10,00 sekunder (polacken Marian Woronin var den förste).
Vid OS i Atlanta 1996 tog sig Ito till semifinal på 200 meter, där han slutade på sjätte plats. I den korta stafetten deltog Ito tillsammans med Shunji Karube, Jun Osakada och Shigekazu Omori i det japansk lag på långa stafetten som slutade femma i finalen. Vid OS i Sydney 2000 blev det semifinal på både 100 meter och 200 meter med sjundeplatser som placering i båda. I korta stafetten tillsammans med Shigeyuki Kojima, Shingo Suetsugu och Nobuharu Asahara blev det en sjätteplats i finalen. Ända till individuell final nådde han på 200 meter vid inomhus-VM 1999 (slutlig femteplats) och vid Världscupen i friidrott 1998 (fjärdeplats).
Ito vann under sin karriär fyra guldmedaljer vid Asiatiska spelen och tre vid Asiatiska mästerskapen. Han satte tre asiatiska rekord vardera på distanserna 100 meter och 200 meter och har dessutom det ännu gällande asiatiska inomhusrekordet på 200 meter. Han utsågs till årets friidrottare i Japan 1998.

## Personliga rekord
| Gren          | Resultat | Datum            | Plats    | Kommentar                                     |
| ------------- | -------- | ---------------- | -------- | --------------------------------------------- |
| 100 m         | 10,00    | 13 december 1998 | Bangkok  | Ännu gällande japanskt rekord (oktober 2009)  |
| 200 m         | 20,16    | 2 oktober 1998   | Kumamoto |                                               |
| 400 m         | 46,11    | 21 april 1996    |          |                                               |
| 60 m inomhus  | 6,62     | 7 mars 1999      | Maebashi |                                               |
| 200 m inomhus | 21,27    | 5 mars 1995      | Yokohama | Ännu gällande asiatiskt rekord (oktober 2009) |